# Alfa Romeo MiTo
Alfa Romeo MiTo (Серия 955) — трёхдверный люксовый супермини итальянской автомобильной компании Alfa Romeo, официально представленный 19 июня 2008 года в Замке Сфорца в Милане. Международный дебют состоялся на Британском Автосалоне в 2008 году. Автомобиль сразу был доступен на всех крупных рынках Alfa Romeo с июля того же года. Трёхдверный хетчбэк с передним приводом должен был создать конкуренцию на рынке MINI и новой Audi A1. MiTo была разработана Центром Стиля Alfa Romeo, а дизайн был вдохновлен, как полагается, от 8C Competizione.
MiTo построена на платформе Fiat Small, которая также используется на Fiat Grande Punto, а также применяется на автомобилях Opel/Vauxhall Corsa D. В период с 2008 по 2012 годы было выпущено около 200,000 автомобилей.

## Название
Предварительно модель должна была получить название «Junior». В 2007 году было запущено европейское соревнование, целью которого был шанс дать имя автомобилю. Победитель из каждой страны мог выиграть Alfa Romeo Spider или горный велосипед Alfa Romeo. Победное название стало «Furiosa», за которое активно проголосовали в Италии, Франции, Великобритании и Германии, в Испании имя не получило поддержки.
Однако, 14 Марта 2008 года, Alfa Romeo анонсировала официальное название автомобиля — «MiTo». Аббревиатура от городов Милан и Турин, так как модель была спроектирована в Милане, а производилась в Турине. Название также имеет схожее звучание в итальянском языке со словом «mito», означающая «миф» и «легенда».

## Особенности

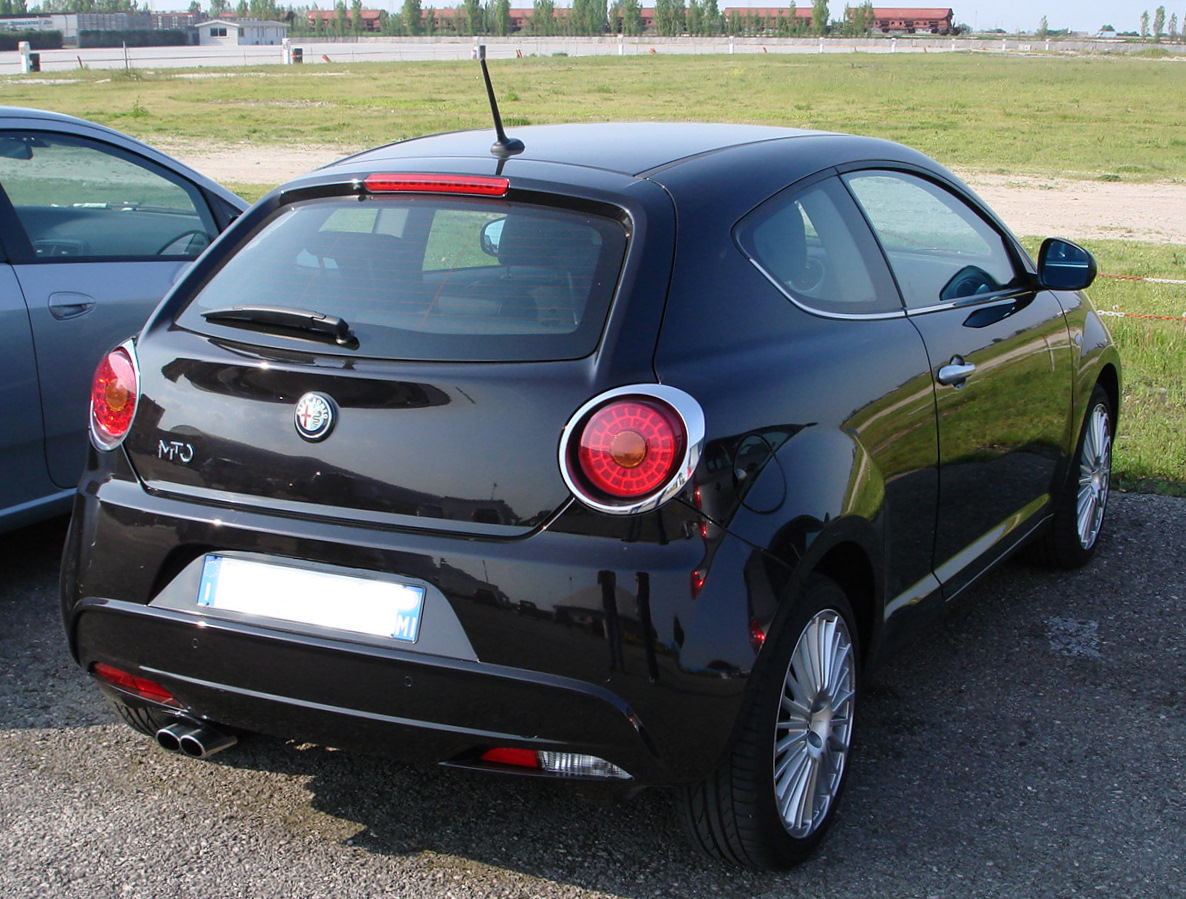
Вид сзади на MiTo

Автомобиль оснащается новой системой «Alfa DNA», позволяющая водителю выбирать три режима различных установок вождения: Динамичный, Нормальный и Всепогодный. Данная система управляет поведением двигателя, тормозами, рулевым управлением, подвеской и трансмиссией. MiTo также оснащается светодиодными задними фонарями и имеет 250 литров багажного пространства. Другой особенностью MiTo является электронный дифференциал Q2 на передние колёса, который активируется посредством переключателя DNA в позицию Динамичной езды. Он позволяет быстрее и более жестче проходить повороты без потери тяги.

## Концепт MiTo GTA
GTA (Gran Turismo Alleggerita) — спортивная версия MiTo была представлена в марте 2009 года на Женевском автосалоне в виде концепта. Концепткар имел 1,75-литровый турбированный двигатель с прямым впрыском топлива и вариатором фаз на впускной и выпускной распредвалы. Максимальная мощность была равна 240 л.с. (177 кВт). Концепт MiTo GTA развивал максимальную скорость в 250 км/ч (155 миль/ч) и разгонялся с 0 до 100 км за 5 секунд. Вес GTA был снижен благодаря использованию углеводородного волокна в заднем спойлере, крыше автомобиля и зеркалах заднего вида. Алюминий также использовался для снижения веса. Подвеска автомобиля была занижена на 20 миллиметров по сравнению со стандартной модификацией и концепт получил активную подвеску.

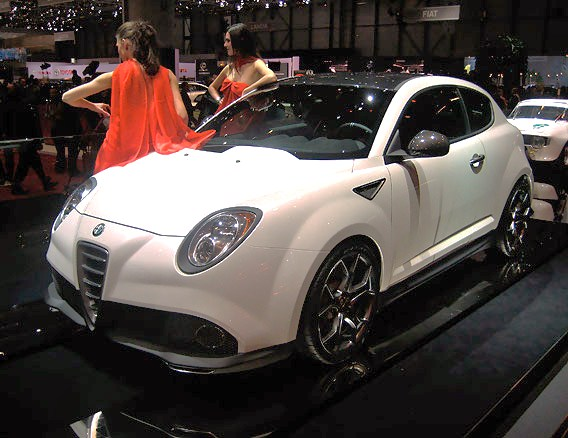
MiTo GTA на Женевском автосалоне 2009 года.

## MiTo Quadrifoglio Verde
Quadrifoglio Verde (рус. Четырёхлиственный клевер) (смотрите статью Альфа Ромео в автоспорте для понятия истории эмблемы) — версия MiTo, впервые представленная на Франкфуртском автосалоне 2009 года. Quadrifoglio Verde — это традиционно топовая линейка в модельном ряде от Alfa Romeo. Версия QV имеет новый 1,4-литровый Multiair двигатель мощностью 170 л.с. (125 кВт), новую специально спроектированную подвеску, рулевое управление и новую 6-ступенчатую трансмиссию C635, разработанную в Fiat Powertrain Technologies (FPT). Новая технология multiair позволяет удерживать расход топлива на уровне 6 литров на 100 километров в ЕС в комбинированном режиме, а уровень выброса CO2 — 139 г/км.

## Обновление 2010 года

### TCT. Система сухого двойного сцепления
Новая трансмиссия для MiTo была представлена на Женевском автосалоне 2010 года. Это — шестиступенчатая трансмиссия TCT, выпущенная Fiat Powertrain Technologies в Вероне. Компания Magneti Marelli поставляет системы управления, которые объединены с гидравлическим модулем от BorgWarner для создания собственного модуля сцепления управления коробкой передач. В такой совокупности автомобиль мог выдавать крутящий момент до 350 Н/м.

### Blue&Me-TomTom

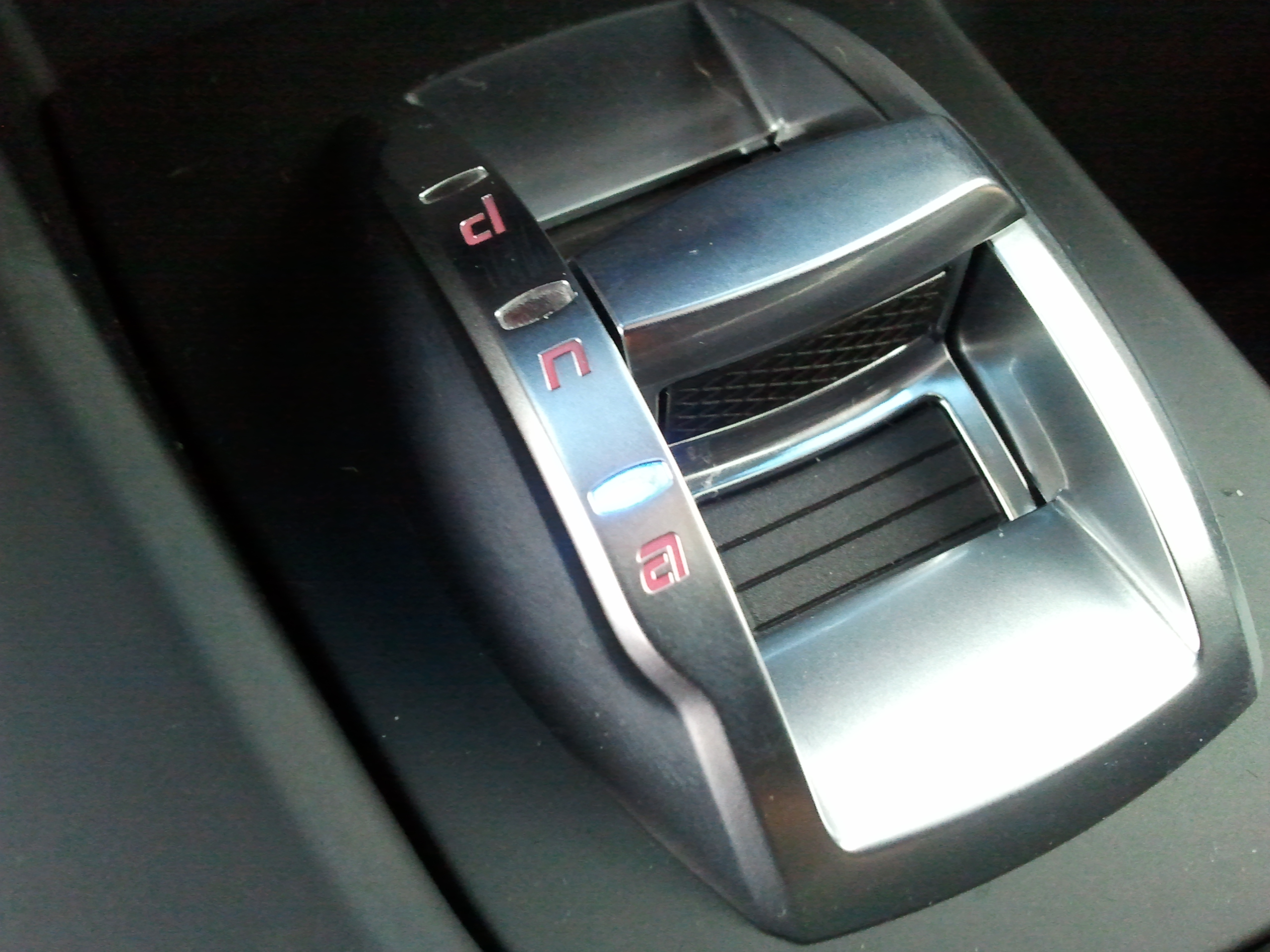
Рычаг Alfa DNA

В Женеве также была представлена новая система Blue&Me-TomTom. Данная новая система объединяет в себе навигацию от TomTom в информационной системе Blue&Me.

## Обновление 2014 года
Для модельного ряда 2014 года, для MiTo будет представлен новый 0,9 л. Turbo TwinAir двигатель мощностью 105 л.с с 6-ступенчатой механической коробкой передач, развивающий максимальную скорость в 184 км/ч. Снаружи автомобиля перемены будут незначительны: добавилась новая хромированная решётка радиатора, доступна новая окраска кузова «серый антрацит» и новая отделка окантовки передних фар на всех модификациях. В стиле салона были добавлены три новых вариации отделки обивки: ткань чёрный-титан или черный-красный для модификации Distinctive, а для комплектации Quadrifoglio Verde изменённый чёрный салон с надписями Alfa Romeo и прострочкой. Кроме того, на модификациях Progression и Distinctive появилась новая окраска передней панели в трёх новых вариантах: полностью чёрная, чёрная с серым или чёрная с красным. Салон автомобиля также обновился новой мультимедийной системой Uconnect последнего поколения, оснащаемая 5-дюймовым сенсорным дисплеем с разъёмами AUX и USB, работающая также и с продукцией Apple. В новых версиях появилась возможность опциональных пакетов оборудования, включающих стайлинг автомобиля и возможностью установки дополнительного оборудования по желанию покупателя.
Модельный ряд двигателей теперь состоит из двух турбодизельных двигателей, обновлённых до Евро-5+, 1,3 л. JTDM мощностью 85 л.с. и 1,6 л. JTDM мощностью 120 л.с. А также из пяти бензиновых двигателей: 1,4 л. (70 л.с.), 1,4 л (75 л.с.) и 1,4 л. MultiAir Turbo (135 л.с.) с механической трансмиссией или системой двойного сцепления от Alfa TCT (Dual Dry Clutch Transmission). Последний двигатель в линейке — 1,4 л. мощностью 170 л.с. двигатель MiltiAir Turbo. Кроме того, линейка 2014 года пополнилась двигателем 1,4 л. Turbo на СУГ.

## Ограниченные и специальные версии

### Edizione Sprint (2009)
Ограниченная 250 экземплярами серия, созданная для Бельгийского рынка. Модель доступна только с 1,3 л. JTDM дизельным двигателем мощностью 95 л.с. (70 кВт). Модель оснащалась специальным логотипом Sprint.

### Maserati Version (2010)
В 2010 году Alfa Romeo анонсировала ограниченную серию из 100 автомобилей MiTo специально для продажи у дилеров Maserati по всей Европе. Особенностью данной версии стал двигатель мощностью 170 л.с. (125 кВт) как на модификации Quadrifoglio Verde и эксклюзивная окраска автомобиля в цвет Blu Oceano. Алюминиевые накладки на педали и специальная эмблема на туннеле приборов со словами «Alfa Romeo for Maserati». Автомобили должны были использоваться в качестве уважения покупателям Maserati и очень напоминает версию Fiat 500 и Abarth 500 с модификацией «for Ferrari Dealers».

### Quadrifoglio Verde 101 (2012)
Ограниченная версия основанная на моделях QV имеет всего 101 экземпляр в честь 101-летия со дня рождения Alfa Romeo. Автомобили имеют специальную окраску «Rosso Alfa», двигатель мощностью 170 л.с. (125 кВт), специальные гоночные сидения отделанные под алькантару и спинку сидения под карбон. Что касается внешнего вида, помимо специальной краски и тонированных стёкол, MiTo оснащался специальными спортивными 18-дюймовыми легкосплавными дисками, созданных специально для этой модели. В стандартной комплектации также шли би-ксеноновые фары, тормоза от Brembo и активная система подвески «Dynamic Suspension».

### MiTo SBK и MiTo Superbike Special Series

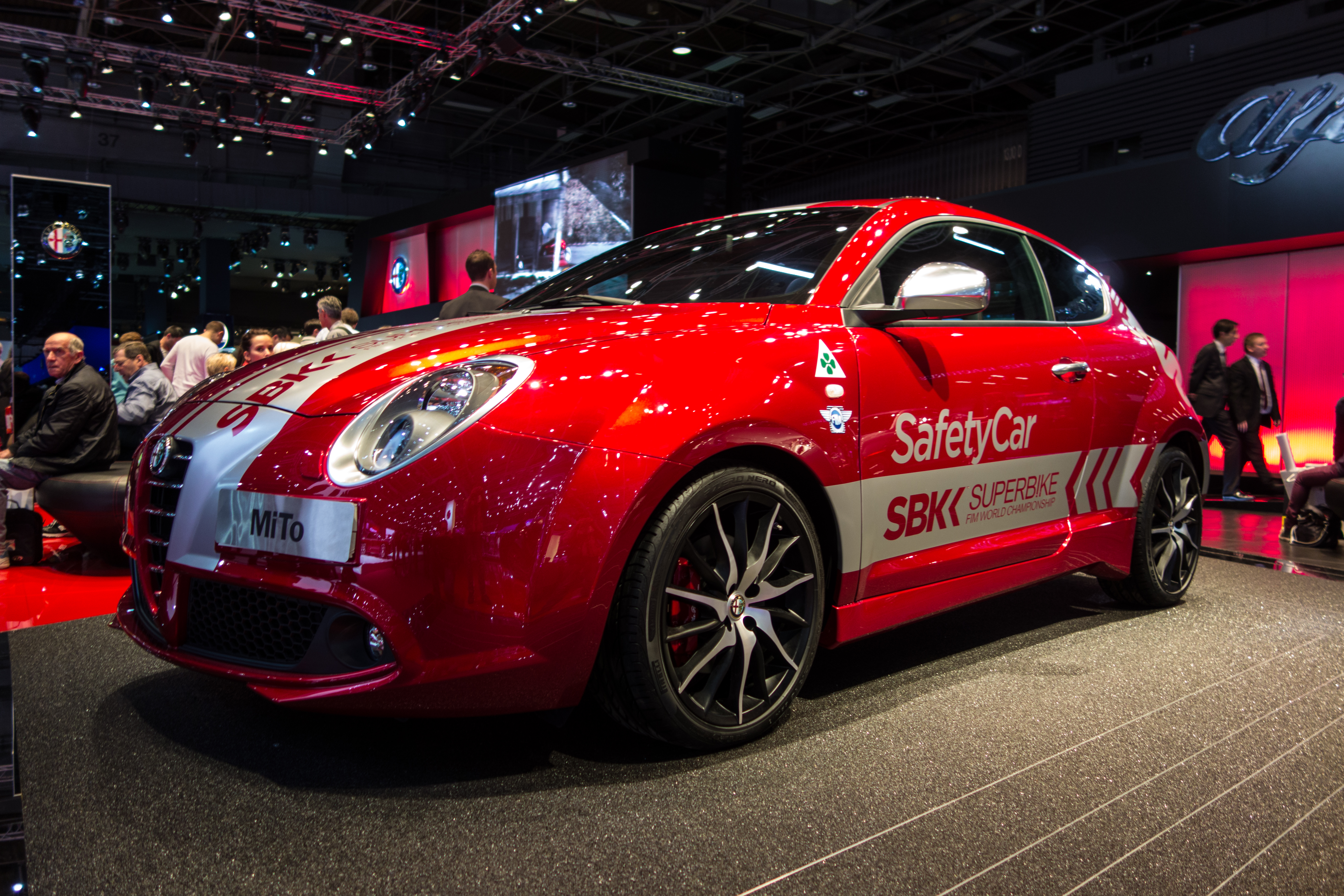
Mito SBK Superbike. Автомобиль безопасности

На Парижском автосалоне в 2012 году была представлена ограниченная версия MiTo SBK общим количество в 200 автомобилей. Модификация основана на 1,4 л. двигателе мощность 170 л.с. (125 кВт) от модификации QV. А модели MiTo Superbike Special Series оснащались всеми двигателем в диапазоне MiTo, за исключением 1,4 л. мощностью 70 л.с. и 1,4 л. бензиновым двигателем мощностью 170 л.с. Данная модификация включала в себя 16-дюймовые титановые легкосплавные диски, хромированный спойлер и выпуск, зеркала заднего вида, отделанные под титан, спортивный задний бампер, чёрные противотуманные фары и логотип «SBK» в задней части автомобиля.

## Двигатели

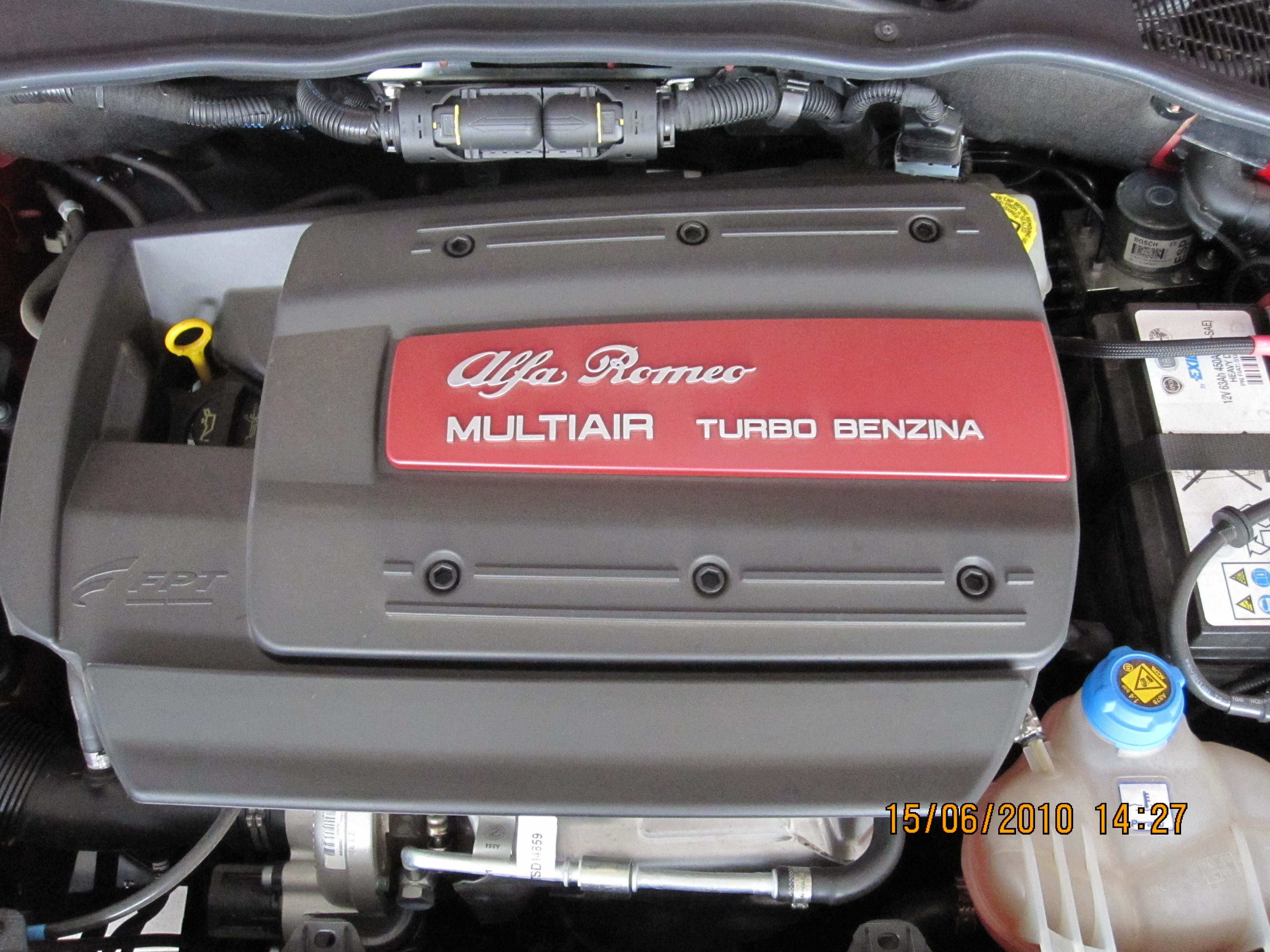
Двигатель MultiAir Turbo в MiTo

Во время запуска MiTo главной особенностью модели стали малообъёмные турбированные бензиновые 1,4 л. MPI двигатели и дизельные 1,3 л. JTD двигатели. Кроме того, имелось ограничение мощности в 78 л.с. (58 кВт) в стандартном варианте и являлось соблюдением нового итальянского законодательства в плане малолитражных автомобилей. MiTo стала оснащаться новой электрогидравлической системой контроля двигателя Multiair с сентября 2009 года. Multiair двигатели увеличили мощность на 10 % и крутящий момент на 15 %, но и также снизили расход топлива на 10 %, выброс CO2 на 10 %, его производных на 40 %, и NO/NO2 на 60 %. Новые двигатели выдавали уже 105 л.с. (77 кВт), 135 л.с. (99 кВт) и 170 л.с. (125 кВт). Все версии Multiar имели систему «старт-стоп» в стандартной комплектации. В октябре 2009 года стала доступна версия MiTo на двух видах топлива, бензине или СУГ (сжиженных углеродных газах). На газу MiTo мог проехать почти 1,200 км (750 миль). Версия СУГ сделана в сотрудничестве с компанией Landi Renzo. Летом 2010 года стала доступна версия с коробкой с двойным сухим сцеплением, именуемая Alfa TCT. С модельного ряда 2011 года система старт-стоп стала доступна во всех версиях. На Франкфуртском автосалоне 2011 года были представлены два новых двигателя для MiTo — это 0,9-литровый двухцилиндровый TwinAir и новый 1,3 л. дизельный двигатель JTD мощностью 85 л.с. (63 кВт).

### Вариации двигателей
| Двигатель                          | Тип                  | Объём                | Мощность                 | Крутящий момент         | Разгон 0-100 км/ч    | Макс. скорость       | Годы выпуска         |
| Бензиновые двигатели               | Бензиновые двигатели | Бензиновые двигатели | Бензиновые двигатели     | Бензиновые двигатели    | Бензиновые двигатели | Бензиновые двигатели | Бензиновые двигатели |
| ---------------------------------- | -------------------- | -------------------- | ------------------------ | ----------------------- | -------------------- | -------------------- | -------------------- |
| 0.9 TwinAir                        | I2                   | 875 куб.см           | 85 л.с. при 5500 об/мин  | 145 Н/м при 2000 об/мин | 12.5 с               | 174 км/ч             | 2011-                |
| 1.4 MPI                            | I4                   | 1368 куб.см          | 78 л.с. при 6000 об/мин  | 120 Н/м при 4750 об/мин | 12.3 с               | 165 км/ч             | 2008-                |
| 1.4 MPI                            | I4                   | 1398 куб.см          | 95 л.с. при 6000 об/мин  | 129 Н/м при 4750 об/мин | 11.2 с               | 180 км/ч             | 2008-                |
| 1.4 TB                             | I4                   | 1368 куб.см          | 120 л.с. при 5000 об/мин | 206 Н/м при 1750 об/мин | 8.8 с                | 195 км/ч             | 2008-2009            |
| 1.4 TB                             | I4                   | 1368 куб.см          | 155 л.с. при 5500 об/мин | 230 Н/м при 3000 об/мин | 8.0 с                | 215 км/ч             | 2009-                |
| 1.4 MPI (Multiair)                 | I4                   | 1368 куб.см          | 105 л.с. при 6500 об/мин | 130 Н/м при 4000 об/мин | 10.7 с               | 187 км/ч             | 2009-                |
| 1.4 TB (Multiair)                  | I4                   | 1368 куб.см          | 135 л.с. при 5250 об/мин | 206 Н/м при 1750 об/мин | 8.4 с                | 207 км/ч             | 2009-                |
| 1.4 TB (Multiair) TCT              | I4                   | 1368 куб.см          | 135 л.с. при 5250 об/мин | 230 Н/м при 1750 об/мин | 8.2 с                | 207 км/ч             | 2010-                |
| 1.4 TB (Multiair)                  | I4                   | 1368 куб.см          | 170 л.с. при 5500 об/мин | 250 Н/м при 2500 об/мин | 7.5 с                | 219 км/ч             | 2009-                |
| Дизельные двигатели                |                      |                      |                          |                         |                      |                      |                      |
| 1.3 JTD                            | I4                   | 1248 куб.см          | 90 л.с. при 4000 об/мин  | 200 Н/м при 1750 об/мин | 11.8 с               | 178 км/ч             | 2008-2009            |
| 1.3 JTD                            | I4                   | 1248 куб.см          | 95 л.с. при 4000 об/мин  | 200 Н/м при 1500 об/мин | 11.6 с               | 180 км/ч             | 2009-                |
| 1.3 JTD                            | I4                   | 1248 куб.см          | 85 л.с. при 3500 об/мин  | 200 Н/м при 1500 об/мин | 12.9 с               | 174 км/ч             | Версия для UK        |
| 1.3 JTD                            | I4                   | 1248 куб.см          | 85 л.с. при 3500 об/мин  | 200 Н/м при 1500 об/мин | н/д                  | н/д                  | 2011-                |
| 1.6 JTD                            | I4                   | 1598 куб.см          | 120 л.с. при 3750 об/мин | 320 Н/м при 1750 об/мин | 9.7 с                | 198 км/ч             | 2008-                |
| Двигатели на сжиженных газах (СУГ) |                      |                      |                          |                         |                      |                      |                      |
| 1.4 Turbo GPL                      | I4                   | 1368 куб.см          | 120 л.с. при 5000 об/мин | 206 Н/м при 1750 об/мин | 8.8 с                | 198 км/ч             | 2009-                |

### Расход топлива и выброс CO2
| Двигатель                                                                                             | Расход по городу | Расход по трассе | Комбинированный расход | Выброс CO2            |
| --- | ---------------- | ---------------- | ---------------------- | --------------------- |
| 0.9 TwinAir (85 л.с.)                                                                                 | н/д              | н/д              | н/д                    | 98 г/км               |
| 1.4 MPI (78 л.с.)                                                                                     | 7,7 л/100км      | 4,8 л/100км      | 5,9 л/100км            | 138 г/км              |
| 1.4 MPI (78 л.с.) Старт-стоп                                                                          | 7,3 л/100км      | 4,6 л/100км      | 5,6 л/100км            | 130 г/км              |
| 1.4 MPI (95 л.с.)                                                                                     | 7,7 л/100км      | 4,8 л/100км      | 5,9 л/100км            | 138 г/км              |
| 1.4 TB (120 л.с.)                                                                                     | 8,1 л/100км      | 5,0 л/100км      | 6,1 л/100км            | 145 г/км              |
| 1.4 TB (155 л.с.)                                                                                     | 8,5 л/100км      | 5,3 л/100км      | 6,5 л/100км            | 153 г/км              |
| 1.4 MPI (105 л.с.)                                                                                    | 7,6 л/100км      | 4,8 л/100км      | 5,8 л/100км            | 136 г/км              |
| 1.4 TB (135 л.с.)                                                                                     | 7,4 л/100км      | 4,5 л/100км      | 5,6 л/100км            | 129 г/км              |
| 1.4 TB TCT (135 л.с.)                                                                                 | 7,1 л/100км      | 4,5 л/100км      | 5,5 л/100км            | 126 г/км              |
| 1.4 TB (170 л.с.)                                                                                     | 8,1 л/100км      | 4,8 л/100км      | 6,0 л/100км            | 139 г/км              |
| 1.3 JTD (90 л.с.)                                                                                     | 6,0 л/100км      | 3,6 л/100км      | 4,5 л/100км            | 119 г/км              |
| 1.3 JTD (95 л.с.)                                                                                     | 5,5 л/100км      | 3,6 л/100км      | 4,3 л/100км            | 112 г/км              |
| 1.3 JTD (95 л.с.) Старт-стоп                                                                          | 5,5 л/100км      | 3,6 л/100км      | 4,3 л/100км            | 104 г/км              |
| 1.3 JTD (85 л.с.) Старт-стоп                                                                          | 4,6 л/100км      | 3,0 л/100км      | 3,6 л/100км            | 95 г/км               |
| 1.3 JTD (85 л.с.) Старт-стоп                                                                          | н/д              | 2,9 л/100км      | 3,5 л/100км            | 90 г/км               |
| 1.6 JTD                                                                                               | 5,9 л/100км      | 4,1 л/100км      | 4,8 л/100км            | 126 г/км              |
| 1.6 JTD Старт-стоп                                                                                    | 5,9 л/100км      | 4,1 л/100км      | 4,8 л/100км            | 114 г/км              |
| 1.4 Turbo GPL                                                                                         | 10,6 л/100км     | 6,6 л/100км      | 8,1 л/100км            | 131 г/км (бензиновый) |
| Примечание: Показатели расхода учтены в соответствии с Директивой Европейской Комиссии № 1999/100/EC. |                  |                  |                        |                       |

## Безопасность

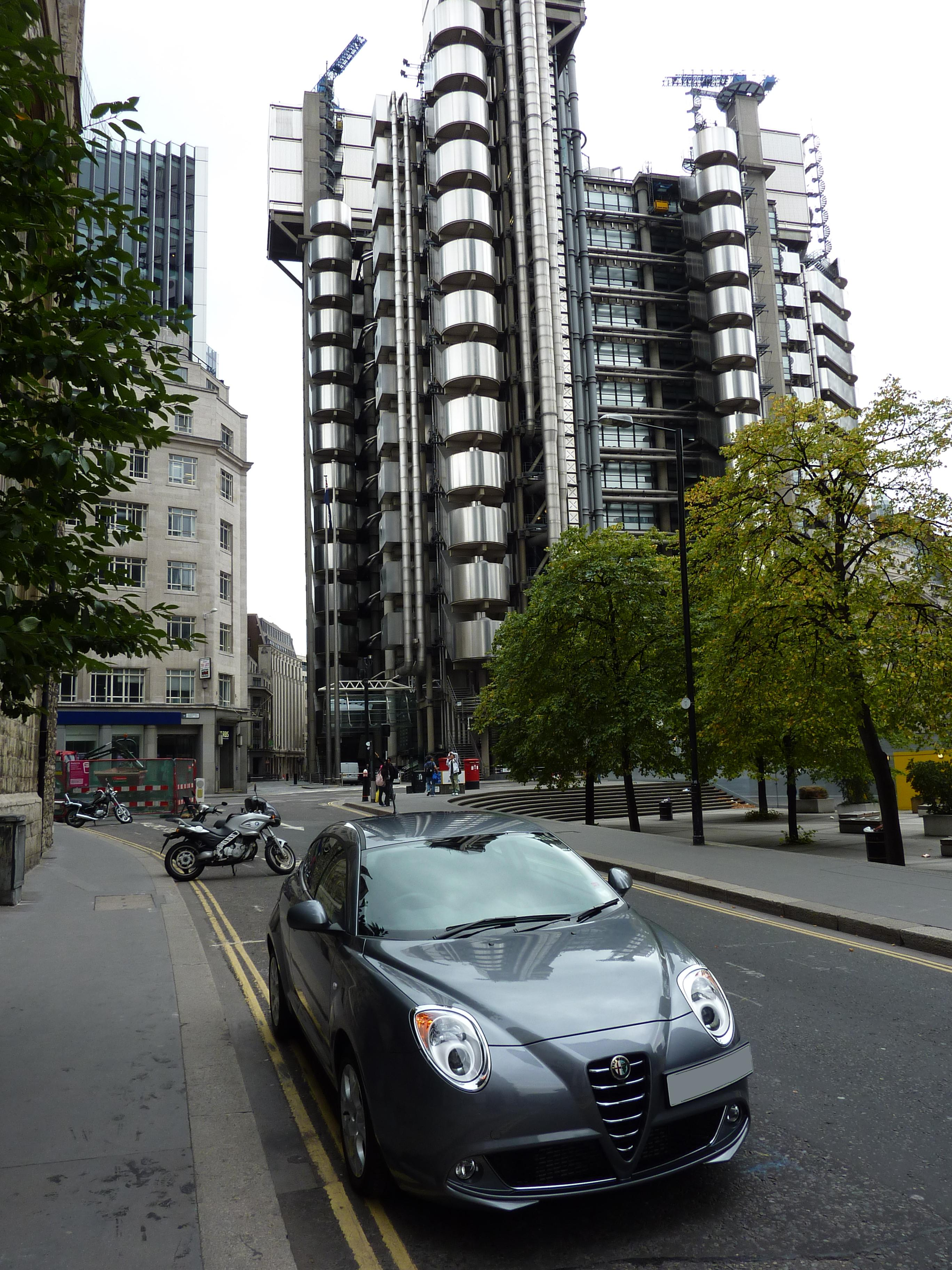
Mito в Лондоне

В новом Alfa Romeo MiTo большое внимание уделено безопасности — установлены семь подушек безопасности и двойные преднатяжители ремней. Модель получила хороший рейтинг в своём первом тесте Euro NCAP в 2008 году:
Автомобиль получил следующие отметки:
| Euro NCAP                                                                    | Euro NCAP | Euro NCAP | Euro NCAP |
| ---------------------------------------------------------------------------- | --------- | --------- | --------- |
| Рейтинги                                                                     | Пассажир  |           | 36        |
| Рейтинги                                                                     | Ребёнок   |           | 29        |
| Рейтинги                                                                     | Пешеход   |           | 18        |
| Протестированная модель: Alfa Romeo MiTo 1,4 Турбо 'Distinctive', LHD (2008) |           |           |           |

## Награды

### 2013
- «Auto, Motor und Sport» наградил Alfa Romeo MiTo как «Лучший автомобиль года в Германии» в категории Малых автомобилей. (http://www.alfaromeopress.de/press/article/18795 Архивная копия от 29 мая 2013 на Wayback Machine)

### 2011
- Лучшие автомобили 2011 года в категории иностранные импортные автомобили малого класса (Журнал «Auto, Motor und Sport», Германия).[36]

### 2010
- Победитель в категории «Супермини» — приз читателей журнала «What Car?», Великобритания;[37]
- «Мой любимый автомобиль» в категории Малые автомобили по версии журнала Quattroruote;
- Лучшие автомобили 2010 года в категории иностранные импортные автомобили малого класса (Журнал «Auto, Motor und Sport», Германия).

### 2009
- «Auto Europa 2009» — по версии UIGA (Союз итальянских автомобильных журналистов);
- «Лучший автомобиль 2009» — Журнал Portugal Motopress — в категории Мини — Февраль 2009 года;
- «Лучший автомобиль 2009» — в Словении в категории Малых автомобилей — Февраль 2009 года.

### 2008
- «Новый автомобиль года» — по версии читателей Quattroruote;
- «Мой любимый автомобиль» в категории Малые автомобили по версии журнала Quattroruote;
- «Самый красивый автомобиль 2008 года» — по версии Repubblica.it;
- «Автолидер 2008 года» — в Польше по опросу автомобильной прессы (Февраль 2009 года);
- «Топовой автомобиль 2008 года» — в Польше по версии журналов «Motor» и «Auto Moto» (Февраль 2009 года);
- "Самый красивый автомобиль 2008 года — в Польше по версии журналов «Motor» и «Auto Moto» (Февраль 2009 года).

Источники наград: